# Садовый (Фроловский район)
Садо́вый — посёлок во Фроловском районе Волгоградской области России. Входит в Пригородное сельское поселение. В просторечии называется Вторым отделением, так как когда-то являлся вторым отделением совхоза «Зеленовский».

## География
Посёлок расположен в 1 км севернее посёлка Пригородный (райцентр) и является северной окраиной города Фролово. В 2-х км севернее расположен хутор Кирпичный, который в просторечии называется Первым отделением.

## История
Предположительно основан в середине XX века как второе отделение совхоза «Зеленовский».

## Население
| 2002 | 2010 |
| ---- | ---- |
| 184  | ↘173 |

Национальный состав
Согласно результатам переписи 2002 года, в национальной структуре населения русские составляли 98 % из общей численности населения в 184 человека.

## Инфраструктура
В посёлке — медучреждение, магазин, автомастерская. Газифицирован и электрифицирован, есть водопровод, электричество, асфальтированные дороги. Недалеко от посёлка находятся развалины бывшего завода ЖБИ, бывшая ондатровая ферма (ныне — собственность индивидуального предпринимателя), недействующая башня Рожновского. Также недалеко от посёлка расположена скотобойня, находится антенна цифрового телевидения, водокачка. Имеется пруд.

## Список улиц
- Улица Российская
- Улица Автомобилистов